# 韓釐王
韓釐王（？—前273年），又作韓僖王，韓襄王之子，名咎。
在蘇代幫助下，與公子幾瑟爭位成功，立為韓王。
韓釐王十二年（前284年），韓釐王與秦昭襄王在西周國新城相會，助秦攻齊。齊國戰敗，齊湣王出逃。
韓釐王十五年（前280年），韓非子出生於韓國貴族之家。
韓釐王二十年（前275年），韓為秦所敗，斬首四萬餘。

## 影视形象
- 2017年上映的电视剧《大秦帝国之崛起》中，韓釐王由陈周飾演。